# Hueque (rijeka)
Hueque je rijeka na sjeveru Venezuele. Ulijeva se u Karipsko more.
Porječje rijeke pokriva dio ekoregije Suhe šume Lara-Falcón.